# Turac gegant
El turac gegant (Corythaeola cristata) és una espècie d'ocell de la família dels musofàgids (Musophagidae) i única espècie del gènere Corythaeola. Habita la selva humida d'Àfrica Occidental i Central, des de Guinea Bissau cap a l'est fins a Uganda i oest de Kenya, i cap al sud, incloent Bioko, fins a Burundi i el nord d'Angola.